# DR 137 155
Der Triebwagen 137 155, auch Kruckenberg-Schnelltriebwagen oder Fliegender Silberling genannt, war ein Triebzug der Deutschen Reichsbahn, der 1938 nach Entwürfen von Franz Kruckenberg zu Versuchszwecken gebaut wurde. Als Versuchsträger zeichnete er sich durch sein fortschrittliches Konzept und Design aus. Die Besonderheiten waren Leichtbauweise, Luftfederung und die wegweisende Leistungsübertragung mit Strömungsgetrieben, die Wasser als Übertragungsmedium nutzten.

## Geschichte

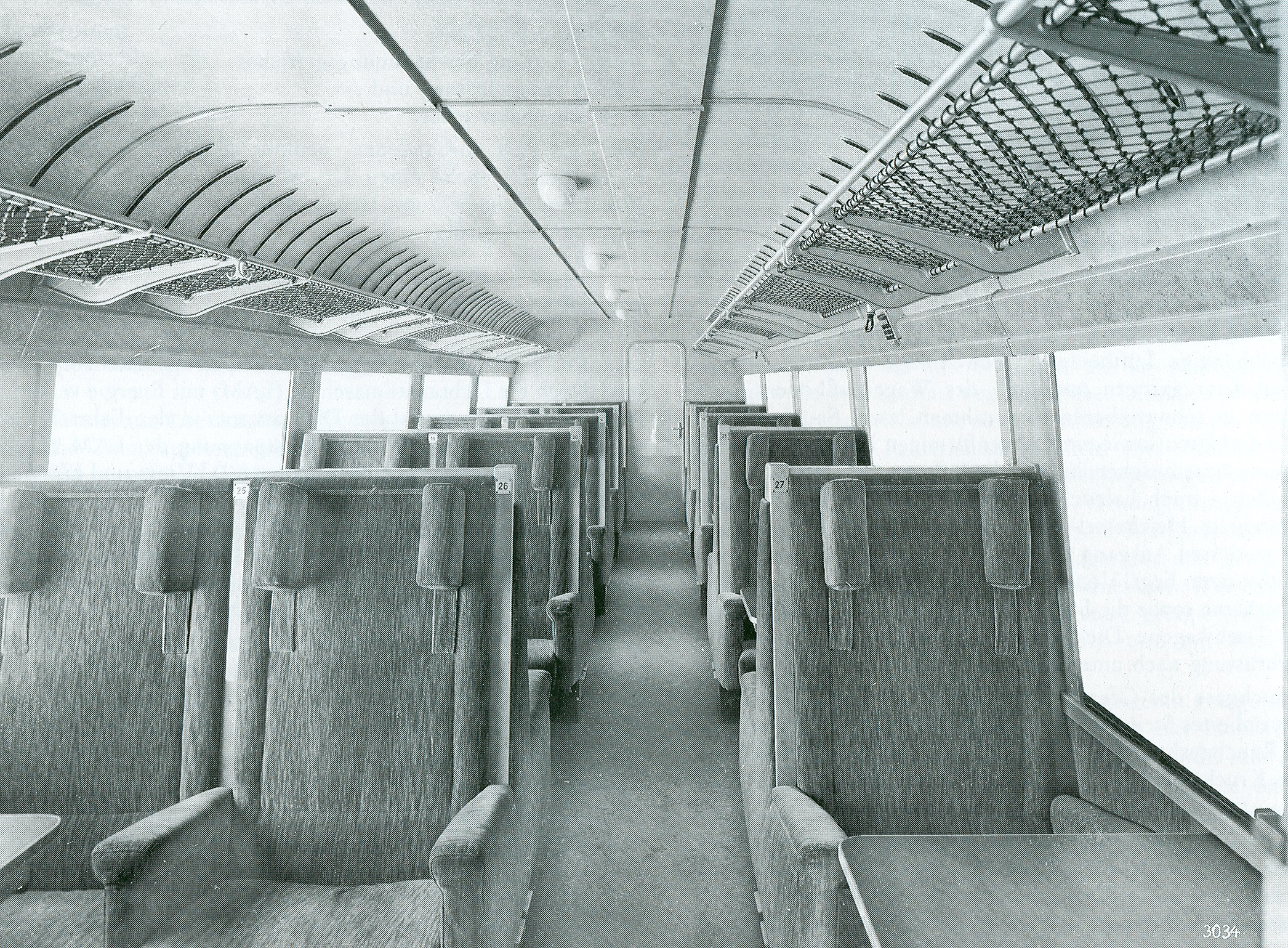
Innenausstattung des SVT Kruckenberg

Der dreiteilige Triebzug bestand aus zwei Maschinen- sowie einem Mittelwagen und hatte Jakobs-Drehgestelle an den Wagenübergängen. Am 23. Juni 1939 erreichte der 137 155 bei einer Testfahrt auf der Strecke Hamburg–Berlin eine Geschwindigkeit von 215 km/h. Es kam in der Erprobungsphase zu Brüchen der Treibradsatzwellen und infolge des Kriegsbeginns zu keinem weiteren Einsatz.
Nach 1945 verblieb das Fahrzeug im Schadwagenpark der Deutschen Reichsbahn (DR). Dort wurde er 1958 ausgemustert und 1967 im Raw Wittenberge verschrottet. Ein Triebdrehgestell mit dem originalen Strömungsgetriebe konnte durch das Verkehrsmuseum Dresden vor der Verschrottung bewahrt werden. Bis Anfang der 1990er Jahre auf einem Abstellgleis im Dresdner Industriegelände im Freien hinterstellt, kann dieses nunmehr zusammen mit einem originalen Maybach-GO6-Motor im Verkehrsmuseum Dresden besichtigt werden. Ein Fragment eines Wagenkastens wurde 2014 in einem Kleingarten in Wittenberge entdeckt und vom Verkehrsmuseum Dresden erworben.
Das Konzept der Motoranordnung an beiden Zugenden und den dahinterliegenden hochgesetzten Führerständen war maßgebend für die DB-Baureihe VT 11.5, welche in den 1950er Jahren gebaut wurde. Auch die DR-Baureihe VT 18.16 wurde mit einem ähnlichen Antriebskonzept erstellt. Wagenbaulich wichen beide Bauarten allerdings deutlich ab.
Mehrere der erstmals im DR 137 155 umgesetzten Merkmale wurden im ab 1979 entworfenen InterCityExperimental in sehr ähnlicher Form umgesetzt (Schwenkschiebetüren, Einzelsitzreihe auf der gegenüberliegenden Gangseite, Triebzugkonzept, Luftfederung (ab ICE 2), Aerodynamische Triebkopfform).

## Konstruktive Merkmale

### Wagenkasten

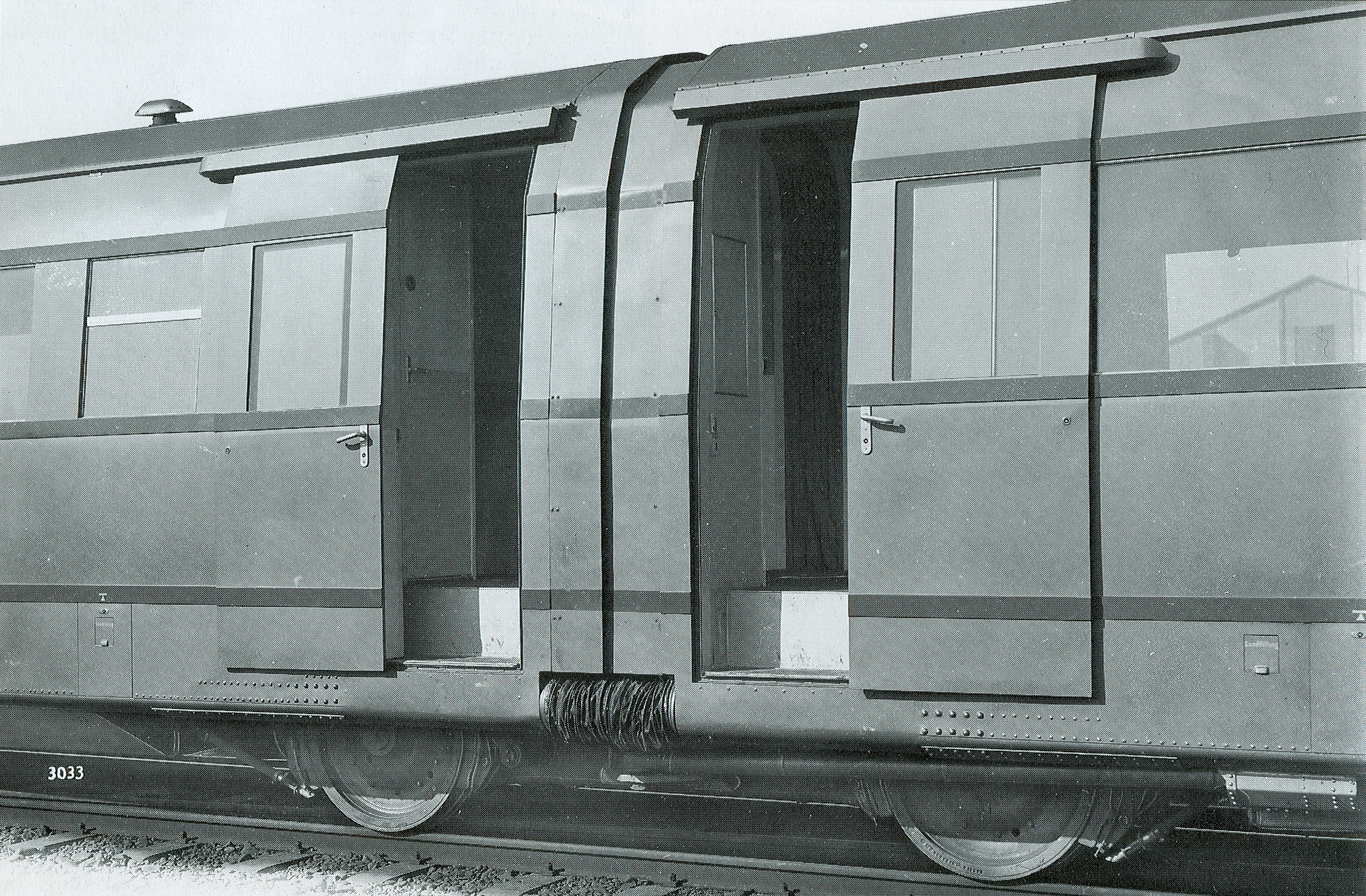
Die als Schwenkschiebetüren gebauten Einstiegstüren an einem Gelenk mit Jakobsdrehgestell

Gegenüber den herkömmlichen Triebwagen der damaligen Zeit besaß der Kruckenberg-Schnelltriebwagen eine geänderte und außergewöhnliche Aufhängung des Wagenkastens auf den Drehgestellen. Die nur kurze Betriebszeit und die Verhältnisse um den Zweiten Weltkrieg verhinderten eine eingehende Erprobung der einzelnen Komponenten, besonders im Laufwerk.
Das Laufwerk war ohne Drehzapfen ausgeführt. Die angegebenen Maße des Drehzapfenabstands beziehen sich auf die ideellen Drehpunkte. Zug- und Bremskräfte wurden vom Drehgestell auf den Wagenkasten durch zwei außen liegende Lenkerstangen und zwei Winkelhebel übertragen. Die freien Enden der Winkelhebel waren durch eine Stange verbunden, sie stützte sich über einen Stoßdämpfer vom Wagenkasten ab. Die antriebslosen Jakobs-Drehgestelle hatten prinzipiell denselben Aufbau wie die Enddrehgestelle, lediglich die Oberteile waren anders gestaltet; die Haupttragfedern für die Wagenabstützung waren quer eingebaut. Dadurch war gewährleistet, dass sich jede Wagenkastenseite auf ihr Oberteil abstützte. Die Anlenkung der Drehgestelle geschah auf gleiche Weise wie bei den Enddrehgestellen.

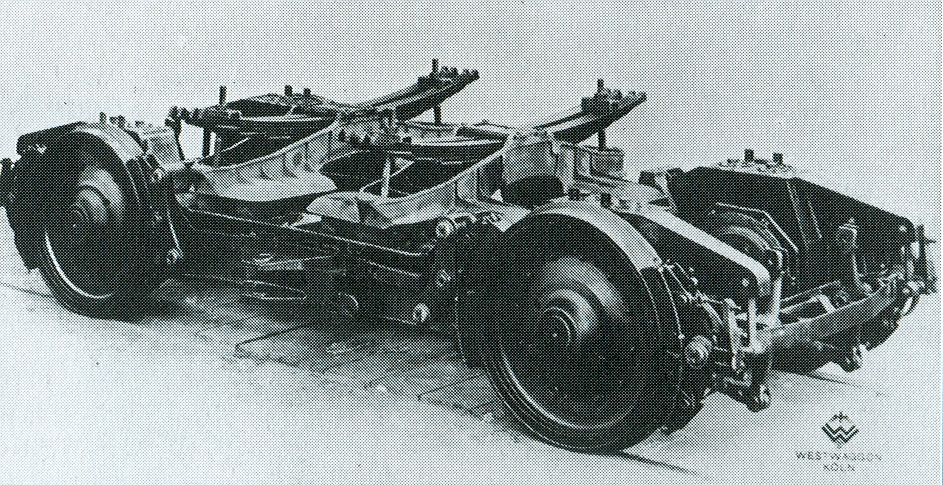
Jakobs-Drehgestell des SVT Kruckenberg

Die Führung der Wagenkästen in den Jakobs-Drehgestellen wurde derartig vorgenommen, dass sie durch zwei in Stahlgussgehäusen geführte, gefederte und durch Kreuzgelenke verbundene Stangen so gekuppelt waren, dass sich die Wagenkästen nicht um die Längsachse verdrehen, aber Winkelbewegungen waagerecht und senkrecht ausführen sowie Längsstöße federnd aufnehmen konnten. Um die Auswirkung der Laufwerksdynamik durch die Gleise klein zu halten, waren die Wagenkästen in Gummikugelabstützungen im Drehgestell geführt. Die Art der Hebelverbindungen zwischen den einzelnen Wagensegmenten war in Form eines drehsteifen Stabes ausgeführt, der nur beim Auftreten von äußeren Kräften, beispielsweise bei Bogenfahrt oder durch die Laufwerksdynamik, ein Ausknicken des Stabes erzwang.
Der Wagenkasten war in Spantenbauart mit 17 Längsstäben aus überwiegend kaltgewalzten Profilen und unter den Fenstern querverbindenden Spanten, die vorwiegend durch Punktschweißen verbunden waren, ausgeführt. Als Außenbleche waren unter der Fensterbrüstung Bleche mit einer Stärke von 1,75 mm, oberhalb mit 1,25 mm verschweißt. Der vordere Überhang der Maschinenwagen war durch Dreiecksträger und Fachwerksverbände besonders gut versteift, um eine formstabile Auflage für die Maschinenanlage zu erhalten. Das vor dem Führerstand liegende Dachteil war abnehmbar. Außerdem war auch die untere Seite durch Klappen zu öffnen, um die gesamte Maschinenanlage nach unten herausnehmen zu können.
Der Fußboden des Triebwagens bestand im Fahrgastraum aus Stahlwellblech, es war mit Korkestrich ausgefüllt. Darauf lag noch eine Korkschicht mit einer Stärke von 4 mm als Dämmschicht sowie ein Trittbelag von 3,6 mm Stärke aus Linoleum. Im Postabteil bestand der Fußboden aus einzelnen Holzbohlen, in der Küche lag Steinholzfußboden. Die Bewirtschaftung im Triebwagen war so ausgelegt, dass Speisen und Getränke am Platz serviert wurden. Dabei besaßen die Sitze der Einzelsitzreihe feste, die der Doppelsitzreihe ausziehbare Tische.
Außergewöhnlich groß waren die Fensterscheiben mit einer Breite von 1630 mm für einzelne Abteile bzw. 1730 mm für die restlichen Seitenfenster ausgeführt. Sie waren fest eingebaut. Die Frontfenster der Maschinenwagen waren aus Sicherheitsglas mit einer Stärke von 8 mm ausgeführt.
Die Bremsanlage des Zuges war als Druckluftbremse Bauart Hildebrand-Knorr ausgeführt, die als Klotzbremse auf jeden Radsatz wirkte. Zusätzlich besaß der Triebzug noch eine bei den SVT übliche Magnetschienenbremse. Als Kuppelmöglichkeit besaß der Triebwagen Scharfenbergkupplungen ohne Kontaktaufsatz. Eine Vielfachsteuerung war nicht vorhanden.

### Maschinenanlage

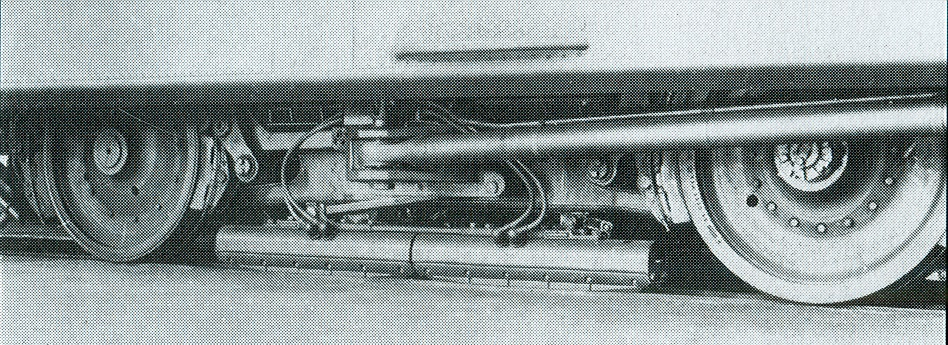
Triebdrehgestell

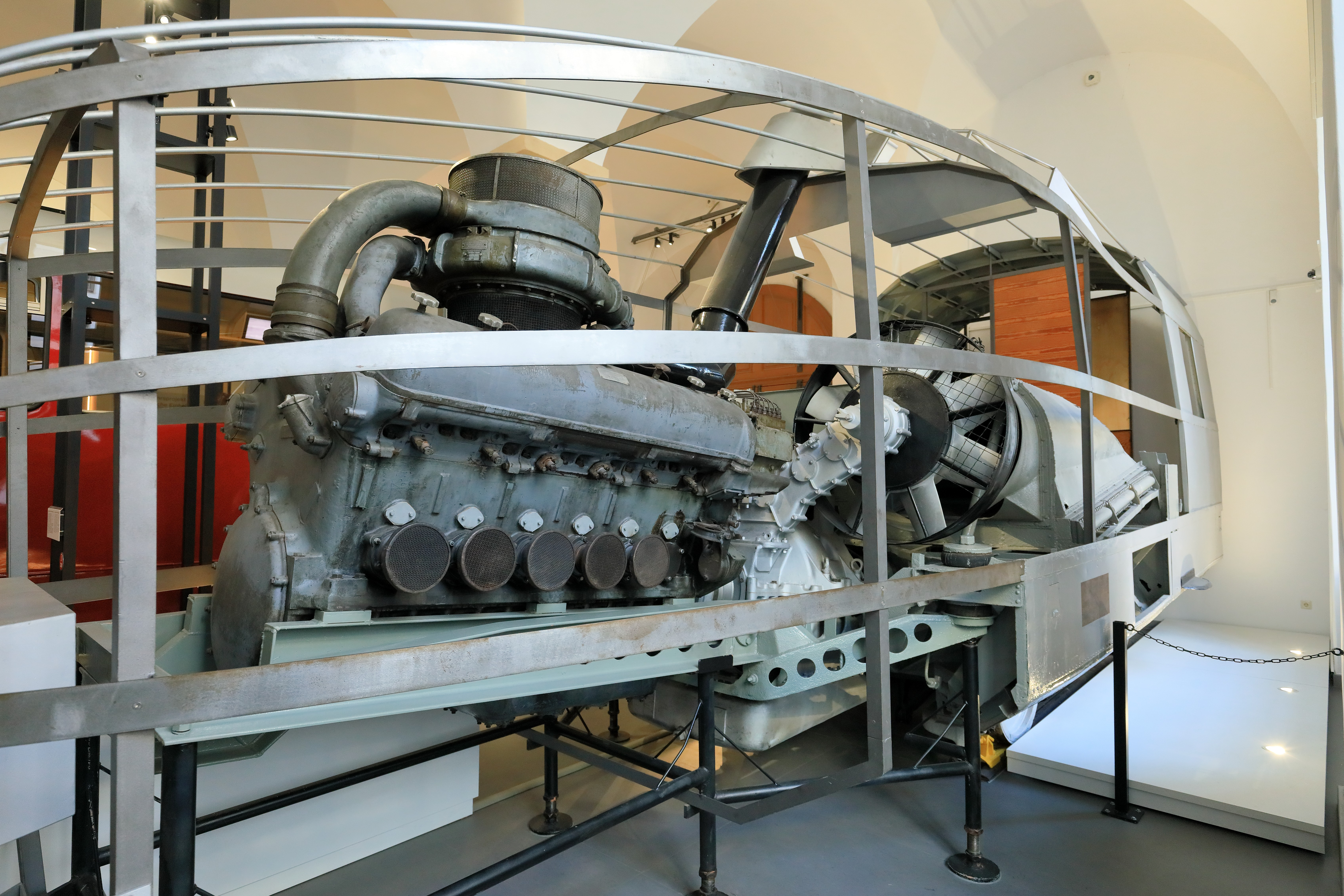
Maschinenanlage mit nachgebildeter Wagenkastenkontur im Verkehrsmuseum Dresden

Die Maschinenanlage des Triebwagens war im Überhang der Endwagen untergebracht. Dabei waren der Dieselmotor vom Typ GO 6 und das angeflanschte Strömungsgetriebe schräg im Überhang platziert. Die Übertragung zu der als einzige Antriebsachse ausgeführten zweiten inneren Achse des Triebdrehgestells geschah über eine Gelenkwelle und ein Radsatzgetriebe. Motor und Getriebe waren gemeinsam mit einigen Hilfsbetrieben (Lichtanlassmaschine, Kühlerlüfter) gemeinsam auf einem gummigefederten Tragrahmen gelagert, der sich auf dem Hauptrahmen abstützte. Die Maschinenkammer war gegenüber dem Führerraum durch eine doppelte Stahlblechwand mit Glaswolle-Zwischenlage feuersicher und schalldämmend abgesichert.
Das Strömungsgetriebe war als Zweiwandlergetriebe ausgeführt. Als Übertragungsmedium war Wasser mit 3 % Korrosionsschutzöl gewählt worden. Es bestand die Möglichkeit, bei geeigneten betrieblichen Verhältnissen auch im zweiten Gang anzufahren. Dafür musste aber ein geringerer Wirkungsgrad in Kauf genommen werden. Geschaltet wurde das Getriebe von Hand.
Der SVT Kruckenberg war mit Wendegetrieben ausgerüstet, welche das Ändern der Fahrtrichtung bei geringen Geschwindigkeiten im Ausrollen erlaubten. In dieser Form war der Triebwagen der einzige der Deutschen Reichsbahn mit solch einer Schaltung. Voraussetzung für diese Umschaltung war das vollständige Entleeren der Strömungsgetriebe.
Die Kühlelemente waren in den Maschinenkammern hinter dem Dieselmotor und über dem Strömungsgetriebe angeordnet. Jedes Teilfahrzeug des Triebzuges besaß eine unabhängige Heizungs- bzw. Lüftungsanlage. Durch die festen Fenster des Triebwagens wurde im Sommer durch ein Gebläse frische Luft in die Fahrgasträume gedrückt, welche unterhalb der Fenster als Abluft wieder den Wagenkasten verließ. In der kalten Jahreszeit wurde diese Luftheizung durch einen Ölbrenner mit warmer Luft versorgt. Im Regelfall wurde für den Ölbrenner Diesel verwendet, es konnte aber auch Braunkohlenteeröl verwendet werden. Die für den Triebwagen benötigte Druckluft wurde von einem elektrisch angetriebenen Luftverdichter erzeugt, der am Untergestell des Mittelwagens aufgehängt war. Das Bordnetz war auf eine Spannung von 110 V ausgelegt, gespeist wurde es entweder von den Lichtanlassmaschinen oder der Batterie. Die Lichtanlassmaschinen konnten als Generator zur Speisung der elektrischen Anlage bzw. Motor für das Anlassen des dazugehörenden Dieselmotors verwendet werden.